# Андре Доє
Андре Доє (фр. André Doye, 15 вересня 1924, Рембокур — 29 листопада 1981, Бордо) — французький футболіст, що грав на позиції нападника, зокрема за «Бордо» та національну збірну Франції.

## Клубна кар'єра
У дорослому футболі дебютував 1944 року виступами за «Ланс», в якому провів два сезони, а протягом 1946—1948 років захищав кольори  «Тулузи».
Своєю грою за останню команду привернув увагу представників тренерського штабу клубу «Бордо», до складу якого приєднався 1948 року. Відіграв за команду з Бордо наступні вісім сезонів своєї ігрової кар'єри. За результатами сезону 1949/50 ставав у її складі чемпіоном Франції. 
Завершив ігрову кар'єру у нижчоліговому «Дьєппуа», за який виступав протягом 1956—1960 років.

## Виступи за збірну
1950 року дебютував в офіційних матчах у складі національної збірної Франції.
Загалом протягом трирічної кар'єри в національній команді провів у її формі 7 матчів, забивши 5 голів.
Помер 29 листопада 1981 року на 58-му році життя в Бордо.

## Титули і досягнення
- Чемпіон Франції (1):

«Бордо»: 1949-1950
- Фіналіст Латинського кубка (1):

«Бордо»: 1950